# 할로세인
할로세인(Halothane) 또는 플루오세인(Fluothane)은 전신마취에 이용되는 흡입제이다. 브롬과 플루오린, 염소 원자를 포함하고있어 마취효과가 있다. 쾌적한 냄새가 나며, 빛에 약하고 불안정하다. 보통 티몰 등의 안정제 극소량이 넣어져 어두운 색의 병에 밀봉된다. 현대에서도 사용되나, 선진국일수록 다른 흡입제로 대체되는 경향이 있다. WHO 필수 약물 목록에 등록되었다.

## 마취 사용 시의 성질
최소 폐포 농도는 0.74%이며 중간정도의 작용시작과 회복을 나타낸다. 진통 및 이완 효과 역시 중간정도이다.

## 부작용
지속적으로 노출될 경우 간독성의 위험이 있다. 이는 간염 등의 질환을 초래할 수 있으며, 부작용에 대한 우려로 1980년대에 아이소플루란과 엔플루란으로 대체되었다.